# Organofluor-kemi
Organofluor-kemi beskriver kemien af organofluor-forbindelser, organiske forbindelser, som indeholder carbon-fluor-bindinger. Organofluor-forbindelser har mange forskelligeartede anvendelser lige fra oile- og vandskyning, Kølemidler og reagenser til katalyse. Yderligere er nogle organofluor-forbindelser forurenende fordi de bidrager til ozonudtynding i ozonlaget, global opvarmning, bioakkumulation og giftighed.

På grundaf organofluor-forbindelsernes store stabilitet beskrives de også som “evighedskemikalier”.

## Nogle  organiske fluorforbindelser
- CFC-gas, Kølemiddel
- Flucloxacillin
- Teflon, polytetrafluoroetylen, PTFE
- Perfluoralkylforbindelser, PFAS
- Tolylfluanid